# Dysphania interrupta
Dysphania interrupta är en fjärilsart som beskrevs av Max Joseph Bastelberger 1905. Dysphania interrupta ingår i släktet Dysphania och familjen mätare. Inga underarter finns listade i Catalogue of Life.